# Sauerstofflanze

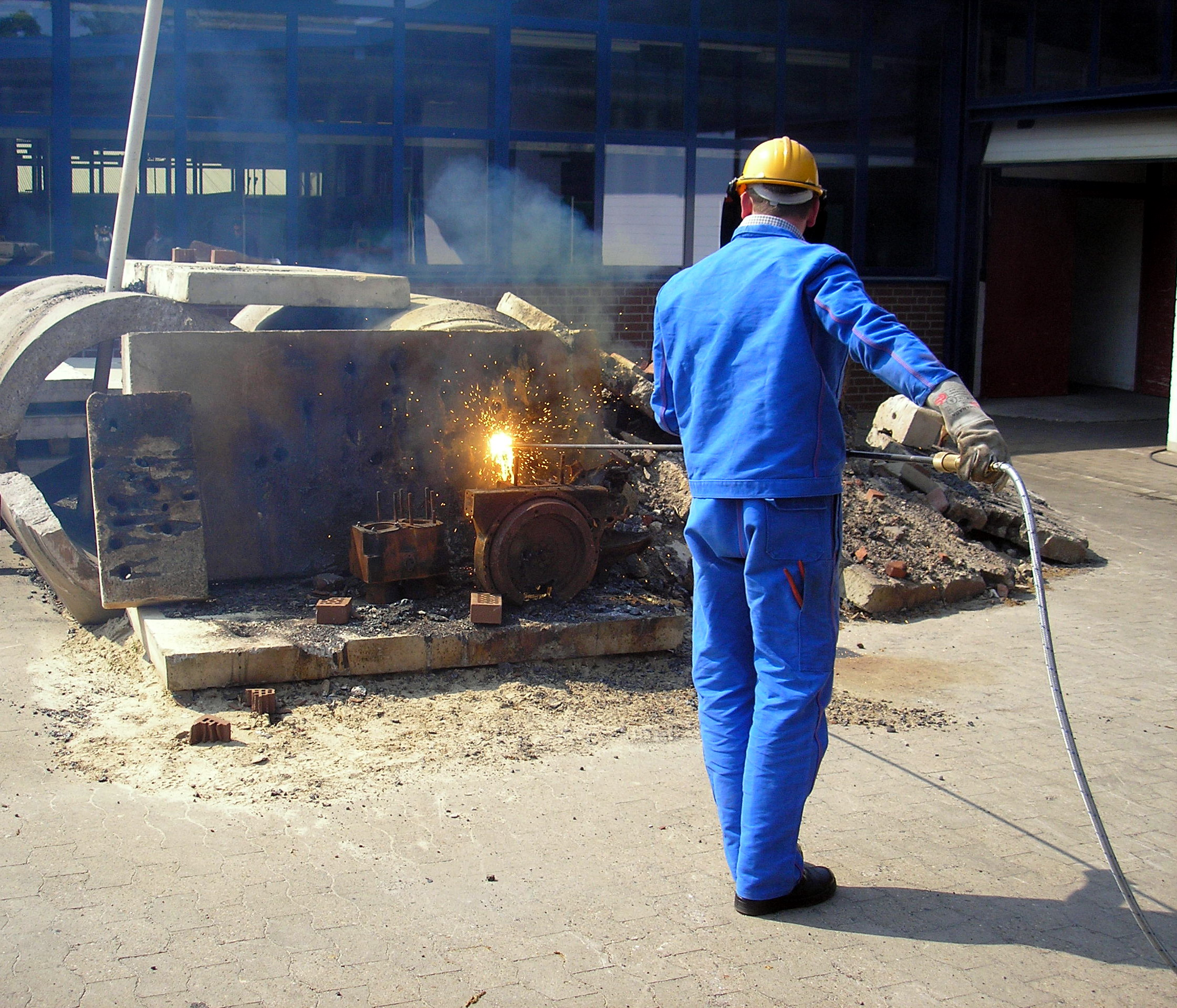
Anwendung einer Sauerstofflanze

Eine Sauerstofflanze (auch thermische Lanze genannt) ist Hauptbestandteil eines technischen Verfahrens, bei dem gasförmiger Sauerstoff mit hohem Druck durch ein Metallrohr strömt, der am Ende des Rohrs mit diesem in einem Brennvorgang reagiert, wobei je nach Metallbrennstoff sehr hohe Temperaturen entstehen. Technische Konstruktionen mit einer Sauerstofflanze finden für verschiedene Zwecke Anwendung.
Erfunden wurde das Brennverfahren mit Sauerstoff in den 1900er Jahren durch Ernst Menne. In Kreuztal (Siegerland) öffnete er im Zuge einer Vorführung der Effizienz seines Geräts mittels eines an eine Sauerstoffflasche angeschlossenen 1/2" Zoll (≈ 1,27 cm) messenden Gasrohrs in Sekunden ein Stichloch am Hochofen, an dem vorher mehrere Schmelzer erfolglos versucht hatten, ein Loch zu stemmen.

## Schneidbrennen
Neben dem Verfahren bezeichnet der Begriff auch oft direkt diesen Typ von Schneidbrenner, das heißt, eines der technischen Geräte, in denen das Verfahren der Sauerstofflanze, auch Sauerstoffkernlanze genannt, Anwendung findet. Hier ist auch die Bezeichnung Thermolanze gebräuchlich.
Die Brennerkonstruktion einer Sauerstofflanze besteht aus einem langen Hohlstab, der zur Vergrößerung der Oberfläche mit Stahldrähten gefüllt ist und von gasförmigem Sauerstoff mit hohem Druck und hoher Geschwindigkeit durchflossen wird. Nach Erhitzen und Entzünden der Flamme am Rohraustritt beginnt das Rohrmaterial unter dem Sauerstoff mit einer stark exothermen Reaktion bei Temperaturen bis zu 5.530 °C zu verbrennen. Die handelsübliche Standardvariante dieser Spezial-Brennrohre hat einen Durchmesser von 3/8 Zoll bei drei Meter Länge, mit oder ohne Gewinde und Muffe. Gängige Variationen gibt es mit Längen von 1,5 bis 6 Metern sowie Durchmessern von 1/4 und 1/2 Zoll.
Die entstehende Feuerlanze wird auf das zu trennende oder zu durchbohrende Material aufgesetzt und ständig nachgeführt. Die Temperaturen reichen aus, auch Stoffe mit sehr hohem Schmelzpunkt zum Schmelzen zu bringen. Die Sauerstofflanze wird für das Durchtrennen von Stahl, Beton (Kies, Sand und Zement), Stahlbeton und Ausmauerungen verwendet. Sauerstofflanzen werden im Katastrophenschutz, aber auch in Eisen- und Stahlwerken eingesetzt (Probeentnahme, Anstich Hochofen). Durch die extrem heiße Verbrennung der Eisendrähte und auch des Eisenrohrs im Sauerstoffstrom sowie den Strömungsdruck von Flamme und Verbrennungsgas entsteht ein Schneidbrennereffekt, geschmolzenes Material und Verbrennungsgase werden durch die Gasströmung aus der Brennstelle entfernt. Da sich das Rohr am Brennschneidgerät durch den Einsatz verzehrt, muss es periodisch ersetzt werden, wenn es zu kurz wird.
Sauerstofflanzen können ohne allzu große Modifizierung auch unter Wasser eingesetzt werden; hierzu wird lediglich das verbrennende Stahlrohr z. B. mit Isolierband umwickelt, um eine zu starke Auskühlung zu verhindern, die zu einem Abbruch der Verbrennung führen könnte.
Vereinzelt wurden Sauerstofflanzen für Einbrüche verwendet.

## Stahlerzeugung
Eine Sauerstofflanze ist wesentlicher Teil des LD-Verfahrens beim Frischen des Stahls in der Stahlerzeugung. Dabei wird Sauerstoff durch ein wassergekühltes Rohr auf das flüssige, mit unerwünschten Stoffen vermengte Roheisen aufgeblasen. Die Kühlung ist notwendig damit die Lanze nicht selbst durch die Hitze und den Sauerstoff verbrennt. Kohlenstoff, Schwefel, Phosphor, Silizium und Mangan werden durch den Sauerstoff oxidiert, und je nach Stoff zu Gas oder Schlacke umgewandelt. Die freiwerdenden Reaktionsenergie heizt die Schmelze auf und lässt sie durchmischen. Durch die Entkohlung (Verbrennen des überschüssigen Kohlenstoffs) wird Roheisen zu Stahl gewandelt.